# 호드리구 고이스
호드리구 고이스(포르투갈어: Rodrygo Silva de Goes, 2001년 1월 9일 ~ )는 브라질의 축구 선수로, 현재 스페인 프리메라리가의 레알 마드리드에서 윙어로 활약하고 있다.

## 클럽 경력

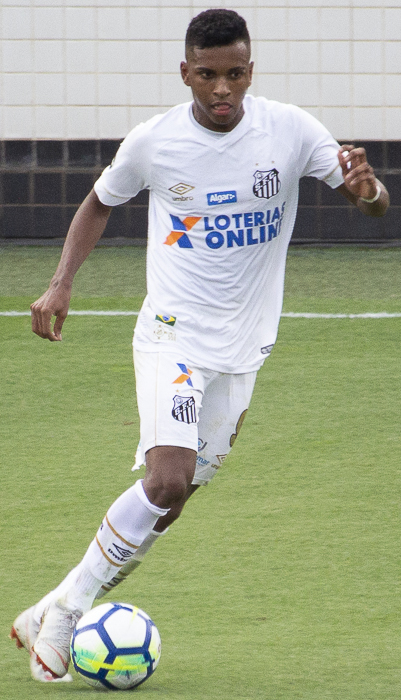
2018년 산투스에서의 호드리구

상파울루주 오자스쿠에서 태어난 호드리구는 10세의 나이로 2011년에 산투스 FC의 유소년팀에 합류하였고, 처음에는 풋살 팀에 배정되었다. 2017년 3월, 스포르팅 크리스탈을 상대로 한 코파 리베르타도레스 경기에서 첫 1군 선수로 소집됐다.
2017년 7월 21일, 호드리구는 5년 계약에 합의한 후 첫 프로 계약을 체결했다. 11월 1일, 그는 임시 감독 엘라노 덕에 1군으로 승격되었다.
2017년 11월 4일, 호드리구는 3-1로 이긴 아틀레치쿠 미네이루와의 안방 경기에서 브루노 앙리케와 막판에 교체로 들어가 브라질 세리이 A 데뷔전을 치렀다. 이듬해 1월 25일, 그는 2-1로 이긴 AA 폰치 프레타와의 캄페오나투 파울리스타 원정 경기에서 막판에 성인 무대 첫 골을 기록했다.
2018년 3월 1일, 0-2로 패한 레알 가르실라소와의 원정 경기에서 에두아르도 사샤와 교체되어 코파 리베르타도레스 데뷔전을 치렀고, 그는 17세 50일의 나이로 산투스의 최연소 대회 출전 선수가 되었다. 15일 후, 그는 파펨부 경기장에서 열린 나시오날과의 경기에서 대회 첫 골을 넣었고, 17세 2개월 6일 만에 팀의 2번째 골을
기럭했다. 그는 동료 산토스 유스 출신인 카이키와 안젤루 가브리에우에 의해 기록이 깨지기 전까지 대회에서 득점한 최연소 브라질 선수였다.
2018년 4월 14일, 호드리구는 2-0으로 이긴 세아라 SC와의 홈 경기에서 브라질 축구 1부 리그 첫 골을 기록했다. 6월 3일, 그는 5-2로 이긴 비토리아와의 홈 경기에서 해트트릭을 기록하고 가브리엘의 마지막 골을 도왔다.
2018년 7월 26일, 호드리구는 등번호를 43번에서 9번으로 변경했다. 2019년 캠페인을 위해, 그는 다시 숫자를 바꾸었는데, 네이마르가 사용했던 번호인 11로 바꾸었다.

## 수상

#### 레알 마드리드
- 라리가 : 2019-20, 2021-22, 2023-24
- 국왕컵 : 2022-23
- 수페르코파 데 에스파냐 : 2020, 2022, 2024
- UEFA 챔피언스리그 : 2021-22, 2023-24
- UEFA 슈퍼컵 : 2022, 2024
- FIFA 클럽 월드컵 : 2022
- FIFA 인터컨티넨탈컵 : 2024

### 개인
- 파울리스타 주립리그 신인왕 : 2018
- 라리가 이 달의 U23 선수 : 23년 11월
- IFFHS U20 올해의 팀 : 2020, 2021
- 골닷컴 넥스트 제네레이션 : 2020

## 기타
- 로드리고의 아버지인 에릭(Eric) 역시 브라질 축구 리그의 여러 단계에서 라이트백으로 활약한 전직 축구 선수이다.[14]